# NGC 605
NGC 605 je čočková galaxie v souhvězdí Andromedy. Její zdánlivá jasnost je 13,0m a úhlová velikost 2,2′ × 1,1′. Je vzdálená 235 milionů světelných let. Galaxii objevil 21. října 1881 Édouard Jean-Marie Stephan.